# دی وای
دی وای (به انگلیسی: Dee Why) یک حومه شهر در استرالیا است که در نیو ساوت ولز واقع شده‌است.